# (13744) Rickline
(13744) Rickline (1998 SY25) – planetoida z pasa głównego asteroid okrążająca Słońce w ciągu 4,42 lat w średniej odległości 2,69 j.a. Odkryta 22 września 1998 roku.